# Hornbartjärnarna
Hornbartjärnarna är två mindre sjöar i Örnsköldsviks kommun i Ångermanland som ingår i Gideälvens huvudavrinningsområde.
Tjärnarna ligger i Björna socken cirka 200 meter söder om Lockstasjön, mellan Åseleåsen och berget Tallkullen.
De ligger 60 meter ifrån varandra i ett myrområde, som kan vara en dödisgrop, och saknar tillflöden och utflöden.

## Galleri

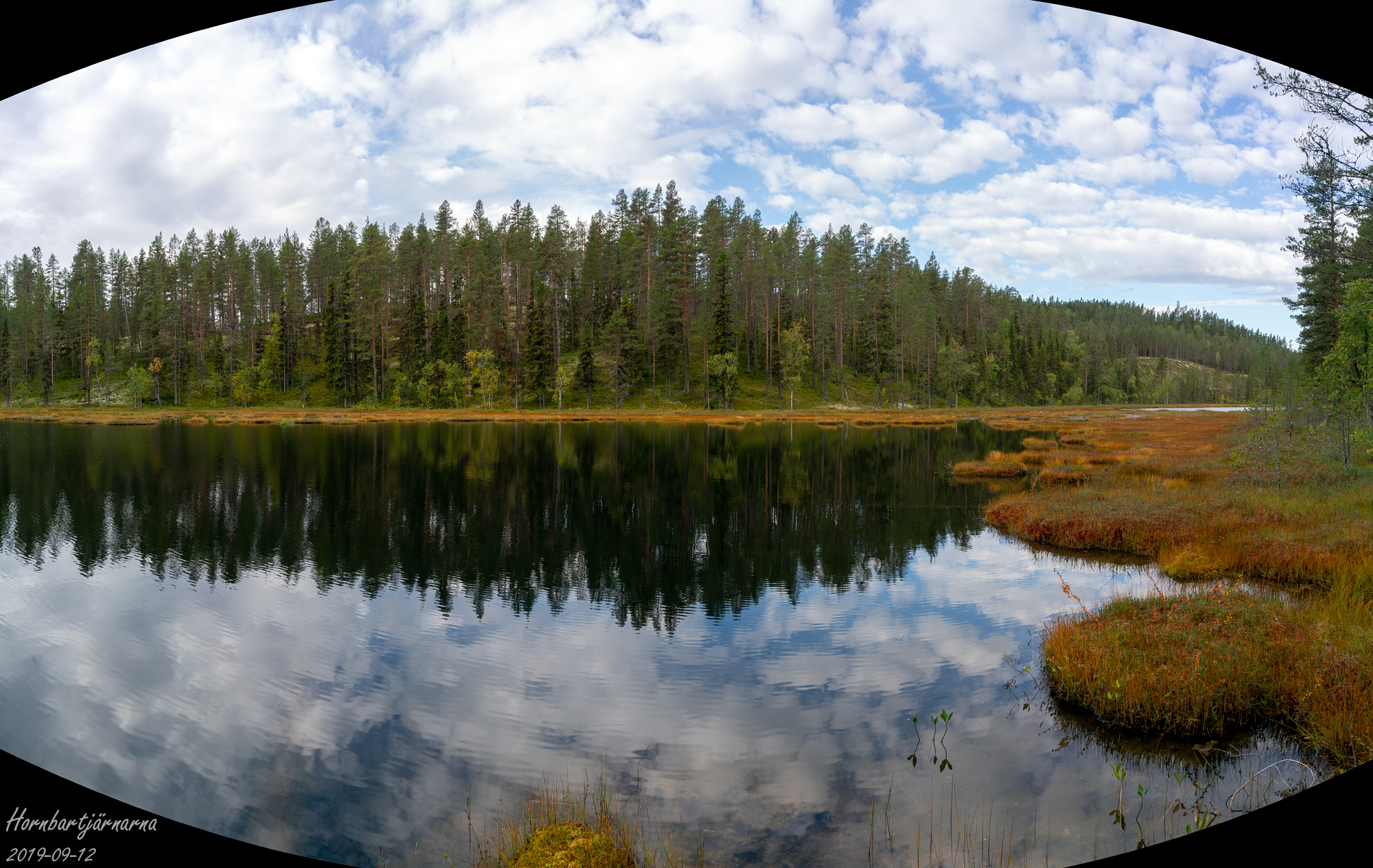
Söder om Lockstasjön går Åseleåsen som sluttar brant både åt norr och söder. På södra sidan ligger två tjärnar som går under namnet Hornbartjärnarna.